# Atlantic (Schiff, 1982)
Die Atlantic  war ein Kreuzfahrtschiff, das 1982 für die italienische Home Lines in Dienst gestellt wurde. In seiner mehr als dreißig Jahre andauernden Dienstzeit war das Schiff unter verschiedenen Namen und Eignern in Fahrt, zuletzt von 1997 bis 2013 als Melody für MSC Cruises. Im Januar 2013 wurde das Schiff ausgemustert und als Qing nach Indien verkauft, wo es anschließend auflag.

## Geschichte

### Atlantic
Die Atlantic wurde 1982 unter der Baunummer 1432 auf der Werft CNIM in La Seyne-sur-Mer an der französischen Mittelmeerküste für die Home Lines gebaut und am 9. Januar 1981 als erster Neubau der Reederei seit der Oceanic von 1965 vom Stapel gelassen. Sie ersetzte die 1964 in Dienst gestellte Doric, die 1973 von Home Lines übernommen worden war. 1988 wurde das Schiff nach der Auflösung der Reederei ausgemustert und zum Verkauf angeboten.

### StarShip Atlantic

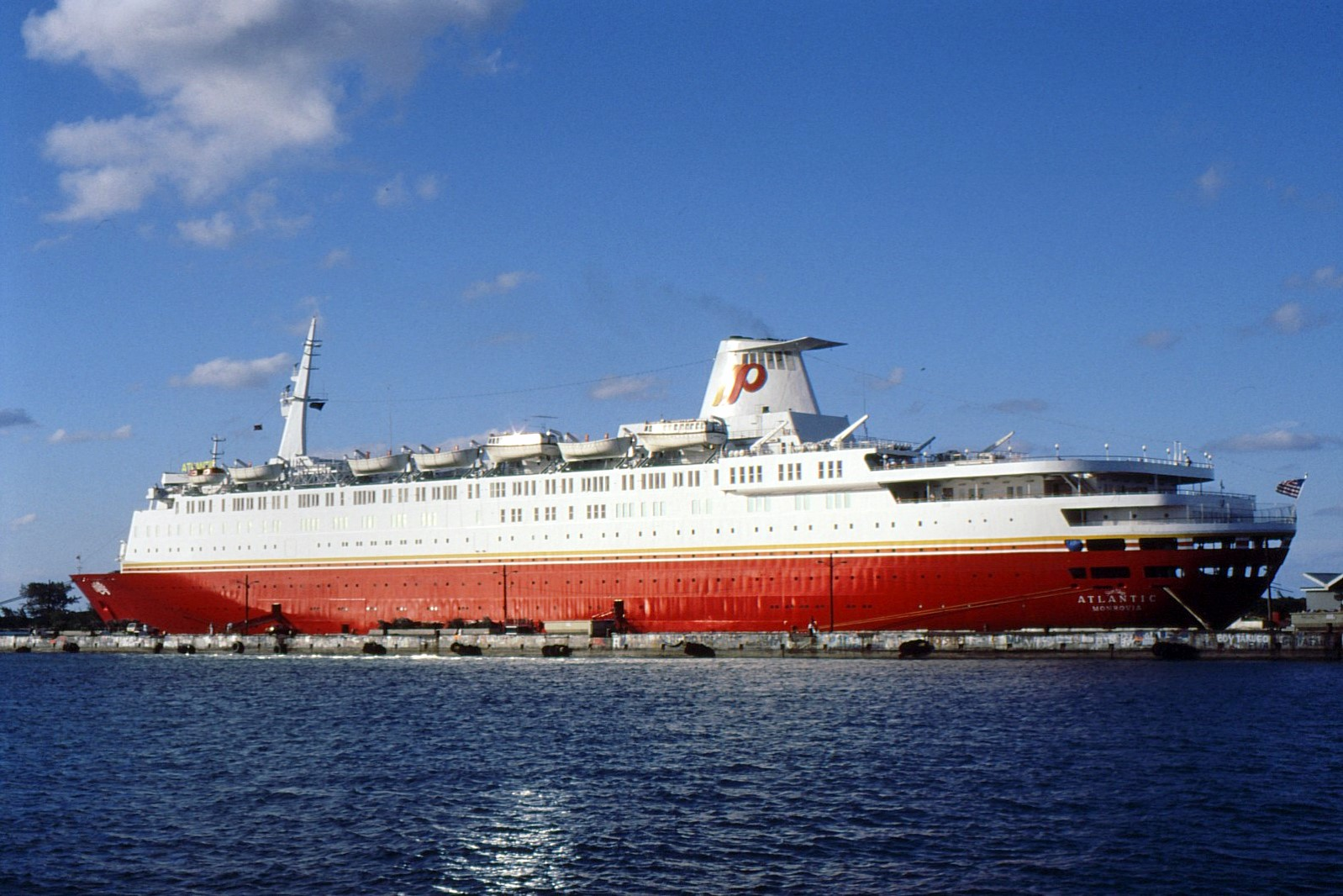
Als StarShip Atlantic in Nassau, November 1989

Neuer Eigner des Schiffes wurde die US-amerikanische Reederei Premier Cruises, die es in StarShip Atlantic umbenannte und seinen Rumpf wie bei allen Einheiten ihrer Flotte in einem signifikanten Rot strichen. Die StarShip Atlantic wurde fortan in der Karibik eingesetzt. Im Mai 1997 wurde das Schiff an Westria Holdings mit Sitz in der Schweiz für ihre Tochtergesellschaft MSC Kreuzfahrten verkauft.

### Melody

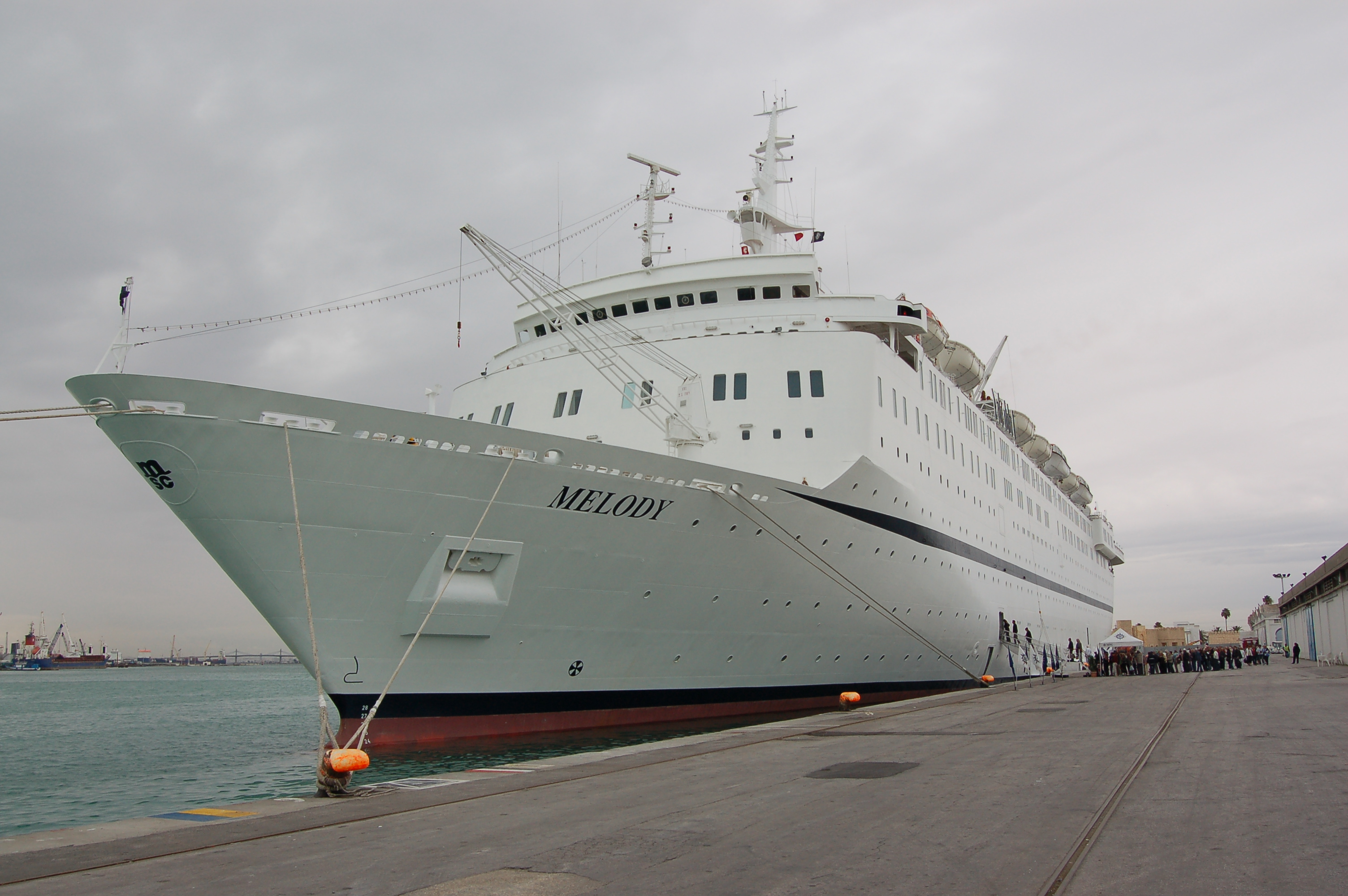
Als Melody in La Goulette, Oktober 2009

Noch im selben Monat wurde die ehemalige StarShip Atlantic in Durban modernisiert und als Melody in Dienst gestellt. Neues Einsatzgebiet des in Panama registrierten Schiffes wurde das Mittelmeer. Es war zwischenzeitlich jedoch auch für Kreuzfahrten in Asien im Einsatz.
Am 25. April 2009 wurde das Schiff bei einer Kreuzfahrt im Indischen Ozean in der Nähe der Seychellen von somalischen Piraten angegriffen. Passagiere und ein israelisches Sicherheitsunternehmen, das für die Fahrt durch das Risikogebiet vor Somalia angeheuert wurde, konnten den Angriff der Piraten abwehren. Kräfte der Operation Atalanta trafen erst nach der erfolgreichen Abwehr des Angriffs ein, konnten aber die Piraten verfolgen und stellen.
Im Januar 2013 wurde die Melody außer Dienst gestellt und in Neapel aufgelegt. Alle für den Sommer 2013 geplanten Kreuzfahrten des Schiffes wurden abgesagt. Das Schiff war zuvor mehrere Jahre lang im Sommer im östlichen Mittelmeer und im Winter zwischen Durban und Mauritius eingesetzt.

### Qing
Ende 2013 wurde das Schiff nach Indien verkauft und als Qing unter indischer Flagge nach Indien überführt, wo es für Minikreuzfahrten und als Spielcasino eingesetzt werden sollte. Die Pläne konnten allerdings nicht umgesetzt werden, da die zuständige Provinzregierung von Goa keine Lizenz für den Betrieb eines Casinos erteilte. Die Qing lag seitdem in einer Werft im Hafen von Mormugao auf.
Am 29. Juni 2016 kam es möglicherweise durch starke Regenfälle zu einem Wassereinbruch an Bord, wodurch das Schiff Schlagseite bekam und zu kentern drohte. Am 1. Juli konnte das mittlerweile auf dem ungefähr achteinhalb Meter tiefen Grund des Hafenbeckens liegende Schiff stabilisiert werden. Um Verschmutzungen durch auslaufendes Öl zu vermeiden, wurde eine Ölsperre um das Schiff gelegt.
Da sich die Reederei nicht mehr um das Schiff kümmerte, wurde versucht, das Schiff zu versteigern. Es fand sich jedoch kein Interessent. Daraufhin beantragte die Hafenbehörde von Mormugao, das Schiff zum Wrack zu erklären, um es entfernen und verschrotten zu können. Am 11. Mai 2019 wurde das Schiff in Alang zum Abbruch gestrandet.

## Maschinenanlage
Das Schiff wurde von zwei Zweitakt-Zehnzylinder-Dieselmotoren des Herstellers Fiat angetrieben. Die Motoren mit einer Leistung von jeweils 11.190 kW wurden 1980 von Grandi Motori in Triest gebaut. Sie wirkten auf zwei Verstellpropeller. Das Schiff erreichte damit eine Geschwindigkeit von 20 kn.
Für die Stromversorgung standen vier Dieselgeneratoren mit einer Leistung von 6.800 kW (Scheinleistung: 8.500 kVA) sowie ein Generator mit einer Leistung von 320 kW (Scheinleistung: 400 kVA) zur Verfügung.